# Pierre Richard de la Pervenchère
Ne doit pas être confondu avec Pierre Richard de La Pervanchère.
Pierre Richard de La Pervenchère (ou de La Pervanchère), seigneur de la Pervenchère, paroisse de Casson, et de La Rivière (Abbaretz), fut maire de Nantes de 1787 à 1788.

## Biographie
Pierre Richard de La Pervenchère est le fils de l'armateur nantais Georges Richard de la Pervenchère et Françoise de La Ville de Brye.
Il est lieutenant civil et criminel en la sénéchaussée et présidial de Nantes, député aux États de Bretagne, conseiller d'État et colonel de la milice.
Pierre Richard de La Pervenchère décède au château de la Pervenchère en mars 1791, à l'âge de 48 ans.
Marié à Charlotte Douault, dame de La Commanderie, puis à Cécile Perrin de La Courbejolière, il est le grand-père du député Pierre Richard de La Pervanchère.